# Gros Islet
Gros Islet est une ville de Sainte-Lucie, située dans le district de Gros-Islet.

## Histoire
À l'origine, le village est établi par les Caraïbes.
Gros Islet est identifié pour la première fois en 1717 sur un plan français. Des prêtres s'y installent par la suite dès 1749.
En 1778, en représailles à la déclaration de guerre aux Britanniques par les Français, la marine britannique s'empare de l'île française de Sainte-Lucie et construit une base navale dans la baie de Gros Islet en 1782 qui change temporairement de nom pour s'appeler Fort Rodney.
En 2005, la population est approximativement de 21 660 habitants, ce qui en fait la deuxième ville la plus peuplée de Sainte-Lucie.

## Description
Au sud, la marina de Rodney Bay abrite des complexes hôteliers, des restaurants, des pubs et des centres commerciaux. 
Il y a aussi deux complexes hôteliers de luxe prisés par la clientèle américaine.
Au nord, Pigeon Island est un lieu populaire et apprécié des touristes. Au sommet, Fort Rodney est connu pour avoir été le théâtre de nombreuses batailles franco-britanniques.
Gros Islet est réputé pour ses Friday Night où la musique reggae, zouk et R&B est diffusée dans ce village de pêcheurs. 